# Rötjärnen (Torrskogs socken, Dalsland)
Rötjärnen är en sjö i Bengtsfors kommun i Dalsland och ingår i Göta älvs huvudavrinningsområde. Sjön är 24,3 meter djup, har en yta på 0,255 kvadratkilometer och befinner sig 167,5 meter över havet.

## Delavrinningsområde
Rötjärnen ingår i det delavrinningsområde (656504-128481) som SMHI kallar för Utloppet av Rötjärn. Medelhöjden är 185 meter över havet och ytan är 2,45 kvadratkilometer. Det finns inga avrinningsområden uppströms utan avrinningsområdet är högsta punkten. Vattendraget som avvattnar avrinningsområdet har biflödesordning 4, vilket innebär att vattnet flödar genom totalt 4 vattendrag innan det når havet efter 229 kilometer. Avrinningsområdet består mestadels av skog (76 procent). Avrinningsområdet har 0,25 kvadratkilometer vattenytor vilket ger det en sjöprocent på 10,3 procent.